# Megaprimer-Mutagenese
Die Megaprimer-Mutagenese ist eine Methode der Molekularbiologie zur zielgerichteten Veränderung von Erbgut (DNA) in vitro. Die Megaprimer-Mutagenese ist ein Mutageneseverfahren, das auf der Verwendung der Polymerasekettenreaktion (PCR) und einem synthetischen, eine Mutation enthaltenden Oligonukleotid (Primer) basiert. Bezeichnend für diese Methode ist die Erzeugung eines sogenannten Megaprimers als Zwischenprodukt.
Bei der Einführung von Mutationen in eine DNA mit Hilfe der Megaprimer-Mutagenese werden sequenziell zwei PCRs durchgeführt. In der ersten PCR wird mit Hilfe eines mutagenen Primers und eines flankierenden Primers ein PCR-Produkt von 80 bis 400 Basenpaaren, der Megaprimer, erzeugt. Dieser dient zusammen mit einem zweiten flankierenden Primer in der zweiten PCR der Synthese eines die gewünschte Mutation enthaltenden DNA-Fragments. Die Megaprimer-Mutagenese gilt im Vergleich zu anderen In-Vitro-Mutageneseverfahren als problematisch und liefert relative schlechte Ausbeuten.